# 图列
图列（義大利語：Tuglie），是意大利莱切省的一个市镇。总面积8平方公里，人口5281人，人口密度660.1人/平方公里（2009年）。ISTAT代码为075089。

## 友好城市
- 義大利维拉韦尔拉 2006年